# استفتاء الدستور الليبي القادم
الاستفتاء على الدستور سيجرى في ليبيا بعد أن تنتهي الهَيْأَة التأسيسية لصياغة الدستور (لجنة الستين) من إعداد دستور البلاد الجديد. التاريخ المتوقع لنشر الدستور في البداية قد كان في ديسمبر 2014. أُنتُخب المؤتمر الوطني العام في يوليو 2012، وحملت له مسؤولية تنظيم انتخابات للهيأة التأسيسية؛ المجلس الوطني الإنقالي قرر أن علي الليبيين اختيار لجنة صياغة الدستور مباشرة عوضًا عن تعيينهم. المؤتمر الوطني العام بعد جدّل اتفق في 10 أبريل 2013 على تنظيم انتخابات لاختيار اللجنة التأسيسية.
في ديسمبر 2014، صرح عضوٌ الهيأة التأسيسية إلى أن الاستفتاء على الدستور سيجرى في مارس 2015، غير أن الهيأة أنهت أعمالها في يوليو 2017، وأحالت مشروع الدستور لمجلس النواب لإصدار قانون الاستفتاء وطرح المشروع على الشعب للاستفتاء عليه، واصدر مجلس النواب قانون الاستفتاء في يناير 2018، غير ان مشروع الدستور لم يطرح للاستفتاء بسبب الحرب التي اندلعت في طرابلس أبريل 2019 ولم تنته حتى يونيو 2020، وفي فبراير 2021 توصلت الأطراف الليبية لاتفاق سياسي جديد من بين بنوده تعديل قانون الاستفتاء وطرح مشروع الدستور على الاستفتاء قبل الانتخابات العامة المزمع إجراؤها في 24 ديسمبر 2021.